# Чоловік, який вирощував комети
«Чоловік, який вирощував комети» (італ. L'uomo che coltivava le comete) — роман італійської дитячої письменниці Анджели Нанетті, опублікована у 2002 році. У 2003 році здобула спеціальну відзнаку каталогу «Білі круки» (The White Ravens).

## Сюжет
Арно живе з мамою на ім’я Міріам і молодшим братом Бруно у хатині поблизу невеликого гірського села Ісбуе, де дійсність дивовижно й дуже органічно переплелася з казкою. Арно народився, коли Міріам було лише 15 років. Він, як і його мати, ніколи не знав свого тата, але щороку, до Різдва, отримує від нього листа. Саме тому з особливим нетерпінням хлопчик щовечора чекає на найбільшу за багато тисяч років комету, щоб загадати заповітне бажання — нехай тато повернеться.
Коли здається, що всі дитячі мрії зруйновані, у місті з'являється чужинець — чоловік, який вирощує комети. Хлопчик багато часу проводить в його товаристві і дає тому ім'я Орія (так мати називала батька Арно). Орія вчить Арно ніколи не зраджувати свою мрію і не відмовлятися від неї.
Це розповідь про велику втрату — і про віднайдення, а ще про те, як важливо попри все зберігати вірність своїм мріям, адже тоді вони неодмінно збуваються, хоч іноді це стається не зовсім так, як ми сподівалися.

## Головні герої
Арно — син Міріам, 10 років.
Бруно — син Міріам, молодший від Арно на п'ять років.
Міріам — 25-річна дівчина, мама Арно й Бруно.
Пан Лоренц — війт села Ісбуе, пекар, працедавець Міріам.
Орія (Чоловік, який вирощував комети) — чужинець, який з'явився в Ісбуе та оселився в хаті дядька Костянтина.

## Український переклад
Нанетті, А. Чоловік, який вирощував комети [Текст] / Анджела Нанетті ; пер. з італ. А. Маслюха ; іл. А. Стефурак. — Львів : Видавництво Старого Лева, 2016. — 152 с., іл.

### Рецензії
- А. Єфремова. «Маленький принц» по-італійськи («Видавництво Старого Лева», 29.12.2016)
- Х. Содомора. Чоловік, який говорив про найважливіше («Видавництво Старого Лева», 04.01.2017)